# Rheotanytarsus fluminis
Rheotanytarsus fluminis är en tvåvingeart som beskrevs av Kawai och Sasa 1985. Rheotanytarsus fluminis ingår i släktet Rheotanytarsus och familjen fjädermyggor. Inga underarter finns listade i Catalogue of Life.